# 鄧治東
鄧治東，台灣機械工程學家，曾任中原大學工學院長、機械學系教授，核能評估科學家、中華工程教育學會理事

## 生平逸事
妻子葉雅芬，育兩子，是回中華民國的學者因姐夫是中原大學校長。 居美服務GE公司之核能部門，實務與學術並重，鄧博士學位是全球十大頂尖的美國加州大學柏克萊校區 Top 4000 Universities ．從台北工專畢業後赴美國與尹士豪同是校友，尹博士是蔣緯國裝甲兵旅尹學謙將軍的長子．妻子尹鄧樂生是鄧治東姐姐。

## 工作信仰
1956年陸軍步校校長尹學謙將軍患肺癌，故憶起在美参謀大學四十後才信奉基督教的承諾，於是合家信耶穌。 1957年尹將軍雖過世，但尹士豪堅信基督．鄧博士被尹士豪感染．因此一齊歸入基督耶穌。 鄧治東目前是中華基督教平鎮浸信會教會負責人 

## Research Interests
微電子元件及系統冷卻、核能安全及嚴重事故分析、飛行載具於移動時流場分析；電漿源準直性研究；微流道、引擎、火災、空間熱流現象模擬；工程教育。